# Lineas Aereas Mexicanas
 (juin 2019).
Lineas Aereas Mexicanas S.A. était une compagnie aérienne mexicaine également connue comme LAMSA. Elle a été absorbée par Aeroméxico.

## Histoire
Gordon Barry fonde LAMSA en 1936 initialement pour desservir la ville minière de Tayoltita dans l'État de Durango au nord-ouest du Mexique, où il avait une mine, vers Mazatlan dans l'État de Sinaloa.
Par la suite la compagnie a desservi les destinations suivantes :
- La Paz, Basse-Californie du sud
- Tijuana, Basse-Californie
- Mazatlán, Sinaloa
- Durango, Durango
- Torreón, Coahuala
- Tayoltita, Durango
- México, État de Mexico
- San Luis Potosi, San Luis Potosi
- Parral, Chihuahua
- Chihuahua, Chihuahua
- Ciudad Juarez, Chihuahua
- Nuevo casas Grandes, Chihuaha
- Monclova, Coahuila
- Nuevo Laredo, Tamaulipas
- Fresnillo, Zacatecas
- Cananea, Sonora
- Nogales, Sonora
- Mexicali, Sonora

En 1946 Gordon Barry vend 75% de ses parts à United Airlines.
En 1952 Aeronaves de México, aujourd’hui connu comme Aeromexico, achète LAMSA,.